# 屠杀白冷的无辜婴孩 (鲁本斯)
《屠杀白冷的无辜婴孩》是彼得·保罗·鲁本斯的两幅画作，描绘了圣经马太福音(2:13-18)中屠杀白冷的无辜婴孩的情节。第一幅尺寸为142x182厘米，是他在意大利度过八年后于1608年回到家乡安特卫普后创作的。
鲁本斯绘制的第一个版本可追溯到1611-1612年左右。十七世纪末，这幅画与鲁本斯的另一幅画《参孙与大利拉》一起由列支敦士登王子约翰-亚当一世收购，成为奥地利维也纳列支敦士登收藏的一部分。1902年，这幅画由布鲁塞尔的比利时皇家美术博物馆收购。1920年卖给一个奥地利家庭。
2001年，伦敦苏富比的佛兰芒和荷兰绘画专家乔治·戈登看到这幅画，确信这是鲁本斯的作品，因为它的特征和风格与大约同时绘制的《参孙和大利拉》相似。该作品于2002年7月10日在伦敦苏富比拍卖行以4950万英镑（1.17 亿加元）卖给了加拿大商人和艺术收藏家肯尼斯·汤姆森。2008年，汤姆森将其捐赠给多伦多安大略美术馆。
鲁本斯在去世前，即1636年至1638年间，又绘制了《屠杀白冷的无辜婴孩》的第二个版本。这个版本藏于慕尼黑的老绘画陈列馆。
这幅画可以视为鲁本斯在1600年至1608年期间在意大利八年所学的成果，在那里他亲眼目睹了卡拉瓦乔等意大利巴洛克画家的作品，戏剧性的场景、情感的活力以及丰富的色彩，都对他产生了影响。
在鲁本斯创作第一幅画作时安特卫普正卷入八十年战争。仅仅一年内，当西班牙军队试图击退新教军队时，有8,000多名公民被杀害。在该市以北160公里，新教领袖毛里茨亲王委托科内利斯·范·哈勒姆为哈勒姆市政厅画了同样的场景，宣传西班牙对荷兰人民的暴行。然而，安特卫普仍然是天主教的据点，反宗教改革思想的主要中心。 